# Iron Man 3
Pour les articles homonymes, voir Iron Man.
Série l'univers cinématographique Marvel
Avengers
(2012) Thor : Le Monde des ténèbres
(2013)
Série Iron Man
Iron Man 2
(2010)
Pour plus de détails, voir Fiche technique et Distribution.
Iron Man 3 est un film de super-héros américano-helvético-chinois coécrit et réalisé par Shane Black, sorti en 2013.
Il s'agit du septième film de l'univers cinématographique Marvel et premier de la phase deux. C'est un des plus gros succès de 2013 au box-office mondial.

## Synopsis

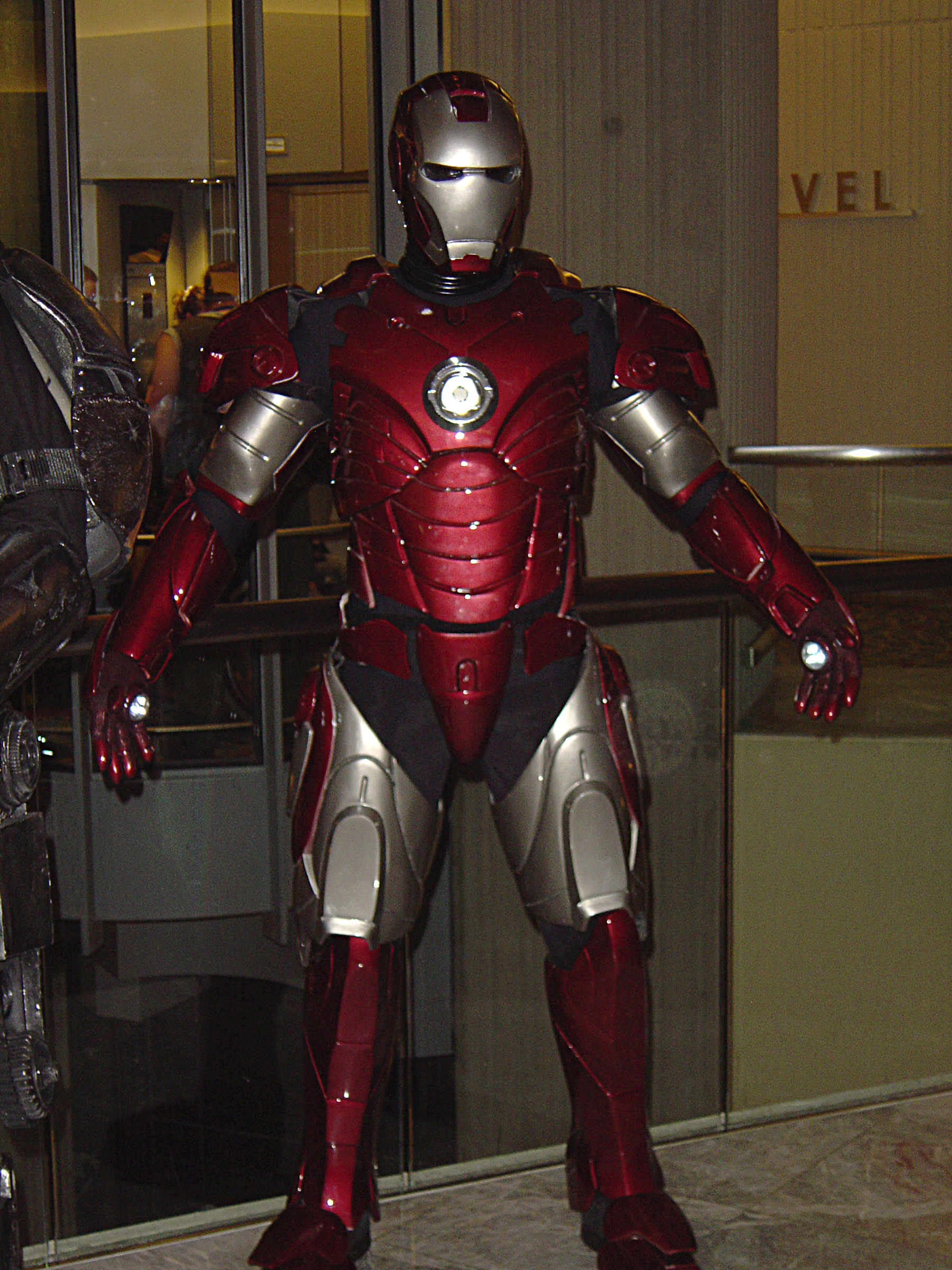
Armure d'Iron Man exposée au Comic-Con 2008

Tony Stark se remémore le réveillon du nouvel an 2000 à Berne. Il y évite avec arrogance le scientifique Aldrich Killian pour passer la nuit avec la chercheuse Maya Hansen. Killian aurait voulu qu'il travaille avec lui pour développer son entreprise, Advanced Idea Mechanics (AIM). Hansen lui révèle le projet sur lequel elle travaille, Extremis, un gène d’auto-régénération. Cependant, le gène est instable et la plante soumise à Extremis explose.
En décembre 2012, après la bataille contre les Chitauris, dans sa Villa, à Malibu, Stark s'est mis à construire avec obsession de nombreuses armures durant ses nuits d'insomnie. Cet acharnement est à l'origine de tensions avec sa petite amie et présidente de Stark Industries, Pepper Potts, qui voit son compagnon ne trouver réconfort et sécurité qu'en portant une armure.
Une série d'attentats à la bombe revendiqués par le Mandarin, un terroriste britannique féru de culture chinoise, laisse le gouvernement américain impuissant qui confie à James Rhodes, dans l'armure de War Machine renommée Iron Patriot, la tâche de localiser le terroriste. Lorsque le chef de la sécurité de Stark Industries, Happy Hogan, est victime d'un de ces attentats, Stark défie le Mandarin par le biais des médias. La réponse du terroriste ne se fait pas attendre et la Villa de Stark est détruit par des tirs d'hélicoptères. Potts et Hansen (cette dernière étant entre-temps arrivée sur les lieux) survivent grâce à l'armure que Stark fait brièvement enfiler à Pepper. Après l'avoir récupérée et une fois Pepper mise à l'abri, Stark parvient à s'échapper, mais il perd connaissance dans l'armure et JARVIS (l'assistant virtuel de Stark) l'envoie dans le Tennessee à la suite d'un malentendu. L'armure manque d'énergie pour retourner en Californie, laissant le doute sur la mort du milliardaire.
Avec l'aide de Harley, un jeune garçon d'une dizaine d'années, Stark enquête sur le lieu d'une des explosions causées par le Mandarin. Il découvre rapidement l'existence du programme Extremis, un traitement expérimental dont le but est de guérir les personnes souffrant de mutilations. Développé par Killian à partir des recherches de Hansen, le sérum est instable et les sujets dont le corps n'a pu accepter le traitement voient la température de leur corps augmenter avant d'exploser. Ces échecs sont maquillés pour faire croire à des attentats terroristes. Stark est attaqué par Ellen Brandt et Eric Savin, deux agents du Mandarin bénéficiant des capacités d'Extremis, mais s'en sort indemne.
Grâce à Harley, il localise le Mandarin à Miami et prépare son infiltration dans les locaux du terroriste en fabriquant diverses armes. Une fois à Miami, il découvre que celui qui se fait appeler le Mandarin n'est qu'un acteur britannique toxicomane appelé Trevor Slattery, inconscient du rôle qu'il joue. Le personnage du Mandarin a été créé par Killian après que celui-ci s'est approprié les recherches de Hansen pour guérir les mutilations. Killian capture Stark et, pour le forcer à l'aider dans ses recherches, lui révèle qu'il a aussi capturé Pepper et qu'il est en train de lui injecter le traitement Extremis. Hansen est sur le point d'obliger Killian à libérer Stark en menaçant de se suicider. Killian abat alors Hansen car il juge qu'elle est devenue inutile puisque Stark peut la remplacer.
Parallèlement, Killian a réussi à manipuler le gouvernement américain et à capturer Rhodes pour lui voler l'armure Iron Patriot. Stark parvient à s'échapper en appelant son armure à distance depuis la cabane de Harley et parvient à rejoindre Rhodes pour tâcher de protéger le président Ellis qui se trouve à bord d'Air Force One. En contrôlant son armure à distance, Stark parvient à sauver les passagers et l'équipage de l'avion attaqué par Savin équipé d'Iron Patriot, mais arrive trop tard pour empêcher l'enlèvement du président par Killian. Stark et Rhodes les retrouvent sur une plateforme d'exploitation pétrolière abandonnée, où Killian s’apprête à tuer Ellis en direct à la télévision. Le vice-président Rodriguez arriverait alors au pouvoir, et recevrait ses ordres de Killian, en échange de la guérison par le traitement Extremis de sa petite fille estropiée.
Stark et Rhodes sont rejoints par l'Iron Legion, les armures Iron Man construites par Stark et contrôlées par JARVIS. Ils attaquent les hommes de Killian et Rhodes réussit à sauver le président et à le mettre à l'abri. Stark essaye de sauver Pepper, mais celle-ci chute d'une soixantaine de mètres et disparaît dans les flammes. Stark affronte Killian, et parvient à le piéger dans une armure Iron Man qu'il fait ensuite exploser. Pepper, qui a survécu grâce au traitement Extremis, récupère un répulseur issu d'une armure perdue et achève Killian.
Stark demande à JARVIS de détruire toutes les armures pour fêter Noël et se faire pardonner par Potts. Tous deux subissent ensuite une opération chirurgicale, Pepper pour désactiver le traitement, et Stark pour ne plus avoir besoin du réacteur ARK miniature implanté dans sa poitrine. Il jette ensuite L’ARK dans l'eau, sachant qu'il est et restera toujours Iron Man.
Scène post-générique
Stark, allongé sur un divan, se confie à Bruce Banner, mais celui-ci s'est endormi et n'a entendu que le début de l'histoire.

## Fiche technique
Sauf indication contraire, les informations mentionnées dans cette section peuvent être confirmées par les bases de données cinématographiques IMDb et Allociné,  présentes dans la section « Liens externes ».
- Titre original : Iron Man 3
- Réalisation : Shane Black
- Scénario : Shane Black et Drew Pearce, d'après le comics Iron Man créé par Stan Lee, d'après les personnages créés par Stan Lee, Don Heck, Larry Lieber et Jack Kirby, basé sur la mini-série "Iron Man: Extremis" écrite par Warren Ellis et Adi Granov
- Musique : Brian Tyler
- Direction artistique : Alan Hook, Desma Murphy, Jay Pelissier, Brian Stultz et John Eaves
- Décors : Bill Brzeski
- Costumes : Louise Frogley
- Photographie : John Toll
- Son : Michael Keller, Mike Prestwood Smith (en), Peter J. Devlin (en)
- Montage : Peter S. Elliot (de) et Jeffrey Ford (en)
- Production : Kevin Feige
  - Production (Chine) : Brad Winderbaum
  - Production déléguée : Jon Favreau, Stan Lee, Dan Mintz, Victoria Alonso (en), Stephen Broussard, Louis D'Esposito (es), Alan Fine (en), Charles Newirth, Bing Wu et Wen-ge Xiao
  - Production associée : Mitchell Bell et Lars P. Winther
- Sociétés de production[1] :
  - États-Unis : Illusion Entertainment, en association avec Paramount Pictures, présenté par Marvel Studios
  - Suisse : Taurus Studios[2]
  - Chine : en association avec DMG Entertainment[3]
- Société de distribution : Walt Disney Studios Motion Pictures ; China Film Group Corporation (Chine)
- Budget : 200 millions de $[4],[5]
- Pays de production : États-Unis,  Suisse,  Chine
- Langue originale : anglais
- Format[6] : couleur (Technicolor) - 35 mm / 70 mm / D-Cinema - 2,39:1 (Cinémascope) - son Dolby Digital | Datasat | Dolby Atmos | Dolby Surround 7.1 | SDDS
- Genre : action, aventures, science-fiction, Super-héros
- Durée : 130 minutes
- Dates de sortie[7] :
  - États-Unis : 24 avril 2013 (première mondiale à Hollywood)[8] ; 3 mai 2013 (sortie nationale)
  - France, Belgique, Suisse romande : 24 avril 2013[9],[10]
  - Chine : 1er mai 2013
  - Québec : 3 mai 2013[11]
- Classification[12] :
  - États-Unis : accord parental recommandé, film déconseillé aux moins de 13 ans (PG-13 - Parents Strongly Cautioned)[Note 2]
  - Suisse romande : interdit aux moins de 14 ans[13]
  - Chine : pas de système
  - France : tous publics[14]
  - Belgique : tous publics (Alle Leeftijden)[9]
  - Québec : tous publics - déconseillé aux jeunes enfants (G - General Rating)[11]

## Distribution
- Robert Downey Jr. (VF et VQ : Bernard Gabay) : Tony Stark / Iron Man
- Gwyneth Paltrow (VF : Barbara Kelsch ; VQ : Mélanie Laberge) : Pepper Potts
- Guy Pearce (VF : Lionel Tua ; VQ : Frédéric Paquet) : Dr Aldrich Killian / le Mandarin
- Ben Kingsley (VF : Féodor Atkine ; VQ : Vincent Davy) : Trevor Slattery / le faux Mandarin
- Don Cheadle (VF : Sidney Kotto ; VQ : François L'Écuyer) : le colonel James « Rhodey » Rhodes / War Machine / Iron Patriot
- Rebecca Hall (VF : Marie Zidi ; VQ : Pascale Montreuil) : Dr Maya Hansen
- James Badge Dale (VF : Jean-Baptiste Marcenac ; VQ : Louis-Philippe Dandenault) : Eric Savin
- William Sadler (VF : Bernard Alane ; VQ : Jean-Marie Moncelet) : le président Matthew Ellis
- Stephanie Szostak (VF : Audrey Sablé ; VQ : Catherine Hamann) : Ellen Brandt
- Ty Simpkins (VQ : Charles Sirard Blouin) : Harley Keener
- Jon Favreau (VF : Yann Guillemot ; VQ : Sylvain Hétu) : Harold « Happy » Hogan (en)
- Miguel Ferrer (VF : Pascal Germain ; VQ : Jean-François Blanchard) : le vice-président Gil Rodriguez
- Jenna Ortega : la fille de Gil Rodriguez (caméo)
- Dale Dickey (VF : Odile Schmitt) : Mme Davis
- Ashley Hamilton (VF : Franck Monsigny) : Jack Taggert
- Paul Bettany (VF : Philippe Faure ; VQ : Daniel Roy) : JARVIS (voix)
- Jim Gunter : M. Davis
- Yvonne Zima : Miss Elkridge
- Wang Xueqi : le Dr Wu
- Shaun Toub : Dr Ho Yinsen
- Adam Pally (VF : Patrick Mancini ; VQ : Jean-Philippe Baril Guérard) : Gary, le caméraman
- Stephen L. Cohen (VF : Emmanuel Karsen) : l'homme de main du Mandarin
- Corey Hawkins (VF : Diouc Koma) : un opérateur de la Navy
- Rebecca Mader (VF : Anne Tilloy) : l'agent Sweat Shop
- Joan Rivers : elle-même (caméo)
- Stan Lee (sans dialogue) : le juge au concours de Miss (caméo)
- Mark Ruffalo (VF et VQ : Rémi Bichet) : Bruce Banner (caméo, scène post-générique)

Source et légende : version française (VF) sur AlloDoublage ; version québécoise (VQ) sur Doublage.qc.ca

## Production

### Tournage
Le tournage du film commence le 12 mai 2012 à Wilmington en Caroline du Nord aux Screen Gems Studios. Du 4 au 6 juin 2012, le tournage prend place à Cary, toujours en Caroline du Nord. La 3D est rajoutée en post-production.
Le rôle de Rebecca Hall (Dr Maya Hansen) a été réduit durant le tournage.

### Post-production
Iron Man 3 a été diffusé en Chine avec des scènes supplémentaires pour le public local.

## Bande originale
Bandes originales de l'Univers cinématographique Marvel
Avengers
(2012) Thor : Le Monde des ténèbres
(2013)
Après Ramin Djawadi pour Iron Man et John Debney pour Iron Man 2, c'est au tour de Brian Tyler de composer la bande originale.

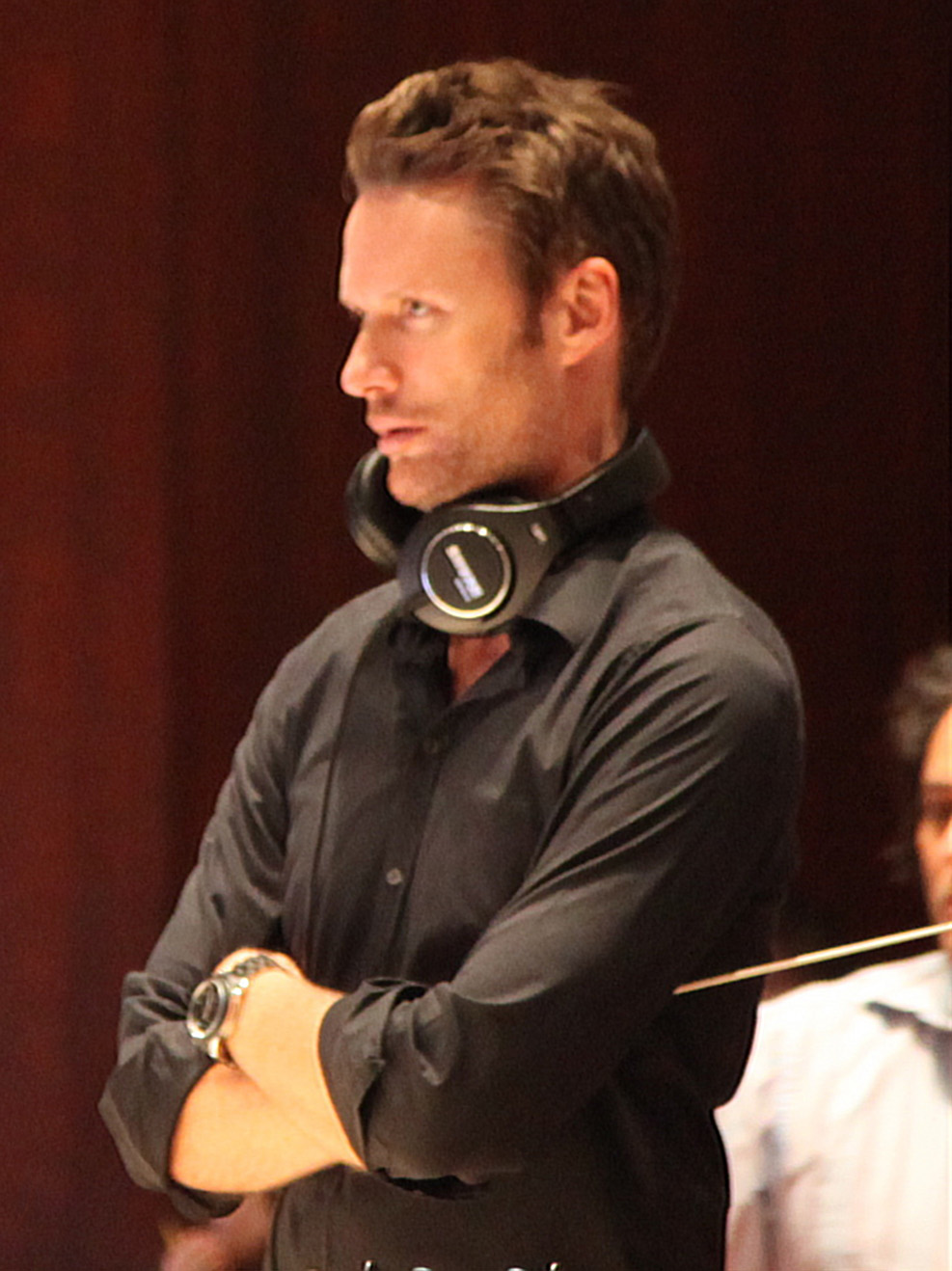
Brian Tyler, compositeur de la musique du film

| 1.  | Iron Man 3                              |  |
| 2.  | War Machine                             |  |
| 3.  | Attack on 10880 Malibu Point            |  |
| 4.  | Isolation                               |  |
| 5.  | Dive Bombers                            |  |
| 6.  | New Beginnings                          |  |
| 7.  | Extremis                                |  |
| 8.  | Stark                                   |  |
| 9.  | Leverage                                |  |
| 10. | The Mandarin                            |  |
| 11. | Heat and Iron                           |  |
| 12. | Misfire                                 |  |
| 13. | Culmination                             |  |
| 14. | The Mechanic                            |  |
| 15. | Hot Pepper                              |  |
| 16. | Another Lesson from Mandy               |  |
| 17. | Dr. Wu                                  |  |
| 18. | Return                                  |  |
| 19. | Battle Finale                           |  |
| 20. | Can You Dig It (Iron Man 3 Main Titles) |  |

### Heroes Fall
Heroes Fall est un album des chansons présentes dans le film. Comme Iron Man 2 avec AC/DC, l'album contient des chansons pop rock, notamment de 3OH!3, Imagine Dragons, etc. On peut également entendre dans le film les chansons Blue (Da Ba Dee) de Eiffel 65, Mambo No. 5 de Lou Bega et diverses chansons de Noël, non présentes dans l'album.
| 1.  | Ready Aim Fire       | Imagine Dragons                                               |  |
| 2.  | Some Kind of Joke    | Awolnation                                                    |  |
| 3.  | Some Kind of Monster | Neon Trees                                                    |  |
| 4.  | American Blood       | Passion Pit                                                   |  |
| 5.  | No Time              | Rogue Wave                                                    |  |
| 6.  | One Minute More      | Capital Cities                                                |  |
| 7.  | Back to the Start    | Mr Little Jeans                                               |  |
| 8.  | Keep Moving          | Andrew Stockdale (de Wolfmother)                              |  |
| 9.  | Redemption           | Redlight King                                                 |  |
| 10. | Big Bad Wolves       | Walk the Moon                                                 |  |
| 11. | Bad Guy              | 3OH!3                                                         |  |
| 12. | Let's Go All the Way | The Wondergirls (featuring Ashley Hamilton & Robbie Williams) |  |

## Accueil

### Sortie
Aux États-Unis, la sortie du film a été accompagnée d'une dispute entre Disney et les chaînes de cinéma sur leur part respective des revenus sur la vente de billets. Les cinémas ont ainsi empêché la pré-commande des billets. Le 17 avril 2013, la presse révèle une dispute financière entre Disney et AMC Theatres. Le 23 avril, Disney est désormais en conflit avec AMC Theaters, Regal Entertainment et Cinemark pour la vente de billets du film Iron Man 3. Selon The Wall Street Journal, Disney demande une part de 60-65 % au lieu des 50 % habituels sur un prix de billet moyen de 12 à 15 $. Le 26 avril, Disney, AMC, Regal et Cinemark parviennent à un accord pour le prix des billets. Le 29 avril, Disney annonce une exposition sur Iron Man 3 au El Capitan Theatre du 3 mai au 19 juin 2013.

#### Sorties cinéma
Sauf mention contraire, les informations suivantes sont issues de l'Internet Movie Database.
- 18 avril 2013 : Royaume-Uni (première à Londres)
- 24 avril 2013 : Australie, Belgique, Finlande, France, Islande, Italie, Pays-Bas, Philippines, Suède, Suisse, Taïwan, Tunisie
- 25 avril 2013 : Argentine, Bolivie, Bosnie-Herzégovine, Chili, Corée du Sud, Croatie, Danemark, Grèce, Chine (Hong Kong), Hongrie, Macédoine, Nouvelle-Zélande, Pérou, Portugal, Royaume-Uni, Singapour
- 26 avril 2013 : Brésil, Bulgarie, Espagne, Estonie, Inde, Irlande, Japon, Malaisie, Mexique, Norvège, Roumanie, Uruguay, Vietnam
- 1er mai 2013 : Afrique du Sud, Allemagne, Chine, Serbie (première à Belgrade), Thaïlande, Trinité-et-Tobago
- 2 mai 2013 : Cambodge, Émirats arabes unis, Géorgie, Israël, Koweït, Liban, Russie, Serbie, Slovénie, Ukraine
- 3 mai 2013 : Canada, États-Unis, Lituanie, Turquie
- 9 mai 2013 : Pologne

### Accueil critique
Il a reçu un accueil critique assez bon, recueillant 79 % de critiques positives, avec une note moyenne de 7/10 et sur la base de 318 critiques collectées, sur le site agrégateur de critiques Rotten Tomatoes. Sur Metacritic, il obtient un score de 62/100 sur la base de 44 critiques collectées.
En France, le site Allociné propose une note moyenne de 3,2⁄5 à partir de l'interprétation de critiques provenant de 19 titres de presse.

### Box-office
En France, Iron Man 3 réalise le meilleur démarrage de l'année avec plus de deux millions d'entrées en une semaine. Dans le monde, le film accumule près de 200 millions de dollars de recettes lors de son premier week-end en salle, soit mieux que Avengers.
| Pays ou région        | Box-office                       | Date d'arrêt du box-office | Nombre de semaines |
| --------------------- | -------------------------------- | -------------------------- | ------------------ |
| États-Unis - Canada   | 409 013 994 $                    | ?                          | ?                  |
| France                | 4 386 939 entrées (38 962 258 $) | ?                          | ?                  |
| Total hors États-Unis | 806 426 000 $                    | ?                          | ?                  |
| Total mondial         | 1 215 439 994 $                  | ?                          | ?                  |

Au 10 mai, le film a déjà récolté 794 millions de dollars en tickets à l'international et selon l'accord d'octobre 2010 lié au rachat de Marvel, Disney reverse 9 % des revenus à Paramount pour Iron Man 3 contre 8 % pour Avengers avec un minimum de 115 millions pour les deux films. La somme initialement promise de 57,5 millions de dollars pour Paramount devient 90 millions si le box office atteint 1 milliard et 135 millions s'il atteint 1,5 milliard.

## Distinctions
Entre 2013 et 2014, le film Iron Man 3 a été sélectionné 83 fois dans diverses catégories et a remporté 20 récompenses,.

### Nominations
- Teen Choice Awards 2013 :
  - meilleur film de science-fiction/fantastique
  - meilleure actrice dans un film d'action pour Gwyneth Paltrow
  - meilleur acteur dans un film de science-fiction/fantastique pour Robert Downey Jr.
  - meilleure actrice dans un film de science-fiction/fantastique pour Gwyneth Paltrow
  - meilleur méchant au cinéma pour Ben Kingsley
  - meilleure alchimie à l'écran pour Robert Downey Jr. et Don Cheadle
- British Academy Film Awards 2014 : meilleurs effets visuels pour Joe Letteri, Eric Saindon, David Clayton et Eric Reynolds
- Critics' Choice Movie Awards 2014 :
  - Meilleurs effets visuels
  - Meilleur film d'action
  - Meilleur acteur dans un film d'action pour Robert Downey Jr.
  - Meilleure actrice dans un film d'action pour Gwyneth Paltrow
- Oscars du cinéma 2014 : meilleurs effets visuels pour Christopher Townsend, Guy Williams, Erik Nash et Dan Sudick

## Autour du film

### Distribution
Depuis Iron Man, Marvel Studios produisait ses films seul mais les distribuait via un studio extérieur, Paramount Pictures, à l'exception du film centré sur Hulk, distribué par Universal Pictures.
Quand Disney rachète le studio en 2009, ce dernier continue à produire lui-même les films mais les distribue toujours via Paramount Pictures.
Néanmoins, en 2012, Disney signe un contrat avec Paramount pour annuler le contrat de distribution. Paramount accepte mais demande à être crédité et à recevoir un pourcentage sur les films du studio en cours de production dont il avait commencé la promotion : Avengers et Iron Man 3. Cela explique donc la présence de leur logo dans ces deux films.
En 2013, Disney récupère également les droits de distribution des films distribués par Paramount entre 2008 et 2011, rompant les derniers liens entre Marvel Studios et son ancien distributeur.

### Éditions en vidéo
Le film est sorti en DVD et Blu-ray le 30 août 2013 chez The Walt Disney Company France.